# Merlerault-le-Pin
Merlerault-le-Pin is een fusiegemeente (commune nouvelle) in het Franse departement Orne in de regio Normandië. De gemeente maakt deel uit van het arrondissement Mortagne-au-Perche.
Merlerault-le-Pin is op 1 januari 2025 ontstaan door de fusie van de gemeenten Les Authieux-du-Puits, La Genevraie, Godisson, Le Merlerault en Nonant-le-Pin.

## Verkeer en vervoer
In de gemeente ligt spoorwegstations Le Merlerault en Nonant-le-Pin.